# Shapefile

esempio di dati che possono essere rappresentati

Lo shapefile, chiamato anche shapefile ESRI, è un popolare formato vettoriale per sistemi informativi geografici (GIS) ed è stato sviluppato da ESRI, allo scopo di accrescere l'interoperabilità fra i sistemi ESRI e altri GIS.
Con shapefile si indica un insieme di file con estensione .shp, .dbf, .shx e altri, i quali hanno in comune il prefisso del nome.
Lo shapefile può descrivere spazialmente alternativamente punti, polilinee o poligoni, utilizzabili in vari ambiti informativi, ambientali e geoscientifici.

## Descrizione
Uno shapefile è un formato vettoriale di registrazione di identità geometriche e delle loro informazioni associate. Il formato non supporta la registrazione di informazioni topologiche.
Il formato shapefile fu introdotto da ESRI con ArcView GIS v.2 all'inizio degli anni novanta. A tutt'oggi una grande varietà di software utilizza gli shapefile per l'archiviazione dei dati geografici.

## Componenti
Lo shapefile registra i dati geometrici "primitivi" di punti, linee o poligoni, nel file con estensione .shp, con riferimento a un determinato sistema di coordinate geografiche o cartografiche (specificato nel file .prj); queste entità geometriche possono essere utilizzate, ad esempio, per rappresentare rispettivamente pozzi, fiumi e laghi. A ciascun elemento geometrico, detto feature, possono essere associati attributi che ne descrivono le caratteristiche d'interesse (ad esempio "nome", "temperatura", ...).
Perciò una tavola di record registra proprietà e attributi per ogni primitiva shape dello shapefile. Le primitive shape, insieme ai dati attributari, possono creare infinite rappresentazioni di dati geografici.
Sebbene l'estensione del file .shp sia la contrazione della parola inglese shape, questo, da solo, è incompleto a rappresentare uno shapefile perché l'interpretazione e l'utilizzo dello stesso dipendono dagli altri due file .shx e .dbf; in caso di assenza o corruzione di questi due file, è comunque possibile caricare la sola geometria .shp mediante un collegamento FDO in ambiente Autocad cartografico. A questi file obbligatori possono essere aggiunti altri nove che conservano indici e dati accessori.
Ogni file ha nome conforme alla convenzione MS-DOS 8.3 (al massimo 8 caratteri di prefisso e 3 caratteri di estensione) per risultare compatibile con la maggior parte delle applicazioni.
Ogni file riferito a uno stesso shapefile ha lo stesso prefisso e deve essere collocato nella stessa cartella.
File obbligatori:
- .shp- il file che conserva le geometrie;
- .shx- il file che conserva l'indice delle geometrie;
- .dbf- il database degli attributi.

File opzionali:
- .sbn e .sbx - indici spaziali;
- .fbn e .fbx - indici spaziali delle feature in sola lettura;
- .ain e .aih - indici attributari dei campi della tabella;
- .prj - il file che conserva l'informazione sul sistema di coordinate, espresso in Well-Known Text;
- .shp.xml - metadato dello shapefile;
- .atx - indice attributario della tabella (file .dbf) nella forma <nome_shapefile>.<nome_colonna>.atx (ArcGIS 8 e superiori).

## Limitazioni

### Topologia
Uno shapefile non può contenere informazioni topologiche (adiacenza, connessione, prossimità, coincidenza) sulle proprie feature, ma può contenere solo la rappresentazione spaziale e gli attributi.

### Conservazione del dato
Al contrario della maggior parte delle basi di dati, il formato XBase del file .dbf non può gestire il valore NULL nei propri campi, così che i valori che potrebbero essere indefiniti vengono letti, e registrati, come 0.